# Piet Zoon
Pieter Adrianus (Piet) Zoon (Middelharnis, 15 december 1949) is een Nederlands ambtenaar, bestuurder en politicus van de VVD. Hij was lid van de Provinciale Staten van Noord-Holland (1986-2003), burgemeester van Hattem (2003-2008) en Raalte (2008-2014), waarnemend burgemeester van Reimerswaal (2016-2017) en Veenendaal (2017-2019) en waarnemend dijkgraaf van Drents Overijsselse Delta (2019-2020).

## Levensloop

### Ambtelijk
Zoon wilde van zijn hobby sport zijn beroep maken en ging na de HBS-A naar de Haagse Academie voor Lichamelijke Opvoeding. Een half jaar later stopte hij daar en begon hij zijn loopbaan bij Provinciale Waterstaat van Zuid-Holland waar hij in 1969 ging werken bij de afdeling Eigendommen. Daarnaast volgde hij de opleidingen Gemeente-administratie  I en II en in 1972 maakte hij de overstap naar de gemeente Numansdorp waar hij op de afdeling Financiën werkzaam was.
Van 1973 tot 1980 werkte Zoon bij de gemeente Westerschouwen waar hij zat op de afdeling Bestuurszaken. Vervolgens werkte hij drie jaar bij de gemeente Zierikzee waar hij hoofd van de afdeling Welzijn was. In juli 1983 werd hij gemeentesecretaris van de gemeente Koudekerk aan den Rijn en van 1986 tot 2003 had hij diezelfde functie bij de gemeente Texel.

### Politiek
Vanaf 1986 tot 2003 was Zoon lid van de Provinciale Staten van Noord-Holland. Van 2003 tot 2008 was hij burgemeester van Hattem en vanaf 2008 was hij de burgemeester van Raalte. Op 1 december 2014 ging hij met pensioen.
Vanaf 1 mei 2016 was Zoon waarnemend burgemeester van Reimerswaal. Met ingang van 21 september 2017 is José van Egmond burgemeester van Reimerswaal. Vanaf 21 september 2017 was hij waarnemend burgemeester van Veenendaal. Met ingang van 10 januari 2019 is Gert-Jan Kats burgemeester van Veenendaal.
Vanaf 1 mei 2019 was hij waarnemend dijkgraaf van het waterschap Drents Overijsselse Delta. Op 28 april 2020 werd Dirk-Siert Schoonman aanbevolen als dijkgraaf van van het waterschap Drents Overijsselse Delta. Schoonman werd op 25 augustus 2020 geïnstalleerd en beëdigd door de commissaris van de Koning in Drenthe.